# Martin Kraus (herec)
Martin Kraus (* 22. března 1983 Praha) je český divadelní a filmový herec.

## Život a kariéra
Martin Kraus se narodil v Praze. Po krátké době se s rodiči odstěhoval na samotu blízko Orlické přehrady. Vystudoval Strojní průmyslovou školu v Příbrami, ale táhlo ho to k herectví. V roce 2010 vystudoval činoherní herectví na Divadelní fakultě Janáčkovy akademie múzických umění v Brně. Od sezóny 2011/2012 je členem činohry Divadla na Vinohradech. V roce 2012 dostal cenu TýTý za Objev roku. Mezi jeho záliby patří jízda na koních a jejich chov. Na koně ho to lákalo už od narození, protože jeho rodiče vlastní jezdecký statek ve kterém Martin Kraus vyrůstal a bydlí zde dodnes. V roce 2014 se mu narodil syn Filip Kraus, kterého má se svojí dlouholetou přítelkyní Klárou. V roce 2018 se páru narodila dcera Anna. 
Má mladšího bratra Ondřeje Krause, který je taktéž hercem.

## Filmografie
- 2000 – Dračí doupě
- 2008 – Kouzla králů – Tadeáš Kokrda (TV film)
- 2008 – Kanadská noc – spolužák (TV film)
- 2010 – Cesty domů – Dan Pánek (TV seriál)
- 2010 – Ach, ty vraždy! – Filip (TV seriál)
- 2011 – Čapkovy kapsy – holičský učeň, díl: „Jasnovidec“ (TV seriál)
- 2011 – Ulice – Kryštof Jánský (TV seriál)[2]
- 2012 – Vyprávěj – Václav Hora mladší (TV seriál)
- 2012 – Ententýky – Tomáš Sejkora (TV seriál)
- 2014 – Svatby v Benátkách – zubař David Grábner (TV seriál)
- 2014 – Chameleon (TV film)
- 2015 – Lovci a oběti (TV film)
- 2016 – Sezn@mka – David
- 2016 – Jak básníci čekají na zázrak – Písařík mladší
- 2016 – Pravý rytíř – Damián
- 2016 – Rapl – Tonda Pečinka; 3. díl Smrt na lovu (TV seriál)
- 2017 – Monstrum – Pavel Soukup[3]
- 2018 – Zoufalé ženy dělají zoufalé věci – Borůvka
- 2018 – Krejzovi – Mirek Jaroš (TV seriál)
- 2018 – V.I.P. vraždy – umělec Igor Drtina, díl Skrytá identita (TV seriál)